# سكوت كان
سكوت كان (بالإنجليزية: Scott Caan)‏ ممثل أمريكي من أصل يهودي من مواليد 23 أغسطس 1976 في لوس انجلس۔

## مواقع خارجية
- سكوت كان على موقع IMDb (الإنجليزية)
- سكوت كان على موقع روتن توميتوز (الإنجليزية)
- سكوت كان على موقع قاعدة بيانات الأفلام العربية
- سكوت كان على موقع ألو سيني (الفرنسية)
- سكوت كان على موقع ميوزك برينز (الإنجليزية)
- سكوت كان على موقع تيرنر كلاسيك موفيز (الإنجليزية)
- سكوت كان على موقع أول موفي (الإنجليزية)
- سكوت كان على موقع قاعدة بيانات الأفلام السويدية (السويدية)
- سكوت كان على موقع إن إن دي بي (الإنجليزية)
- سكوت كان على موقع ديسكوغز (الإنجليزية)

قام بدور دنيال وليامز (داني) في مسلسل هاوي فايف عام 2010